# Metrópole de equilíbrio
O termo metrópole de equilíbrio designa uma cidade ou conjunto de cidades cuja importância regional era destinada a atuar na Reorganização do território francês fazendo contrapeso na hiper-centralização parisiense. Tratava-se de uma iniciativa da DATAR em 1963. Essas metrópoles deveriam beneficiar das descentralizações, principalmente em setores prestigiados como a pesquisa, universidades, etc. O conceito de metrópole de equilíbrio foi abandonado em 1982.
As primeiras metrópoles de equilíbrio foram criadas em 1963 durante o quinto plano:
- Lyon
- Marselha
- Lille-Roubaix-Tourcoing
- Toulouse
- Bordeaux
- Nantes-Saint-Nazaire
- Estrasburgo
- Metz-Thionville-Nancy

Essa lista foi progressivamente aumentada para incluir todas capitais regionais. Em 1970, as seguintes cidades foram integradas:
- Clermont-Ferrand
- Dijon
- Nice
- Rennes
- Ruão

Em seguida:
- Caen
- Limoges
- Montpellier

Quanto à metrópole de Lyon, ela foi aumentada para incluir Saint-Étienne e Grenoble.
A potência da macrocefalia parisiense é frequentemente contestada devido à enorme desproporção que existe entre ela e as cidades do interior. Isso explica a criação das metrópoles de equilíbrio. Entretanto, essas últimas levaram, com o passar do tempo, ao enfraquecimento relativo de Paris em relação as suas funções.